# Cassia rubriflora
Cassia rubriflora är en ärtväxtart som beskrevs av Adolpho Ducke. Cassia rubriflora ingår i släktet Cassia och familjen ärtväxter. Inga underarter finns listade i Catalogue of Life.